# Lokalny homeomorfizm
Lokalny homeomorfizm – takie przekształcenie {\displaystyle f\colon X\to Y} przestrzeni topologicznych, że dla każdego {\displaystyle x\in X} istnieje takie otoczenie {\displaystyle U_{x}\subseteq X} punktu {\displaystyle x,} że
{\displaystyle f|_{U_{x}}\colon U_{x}\to Y.}
jest homeomorfizmem na otwarty podzbiór przestrzeni {\displaystyle Y}.

## Przykłady

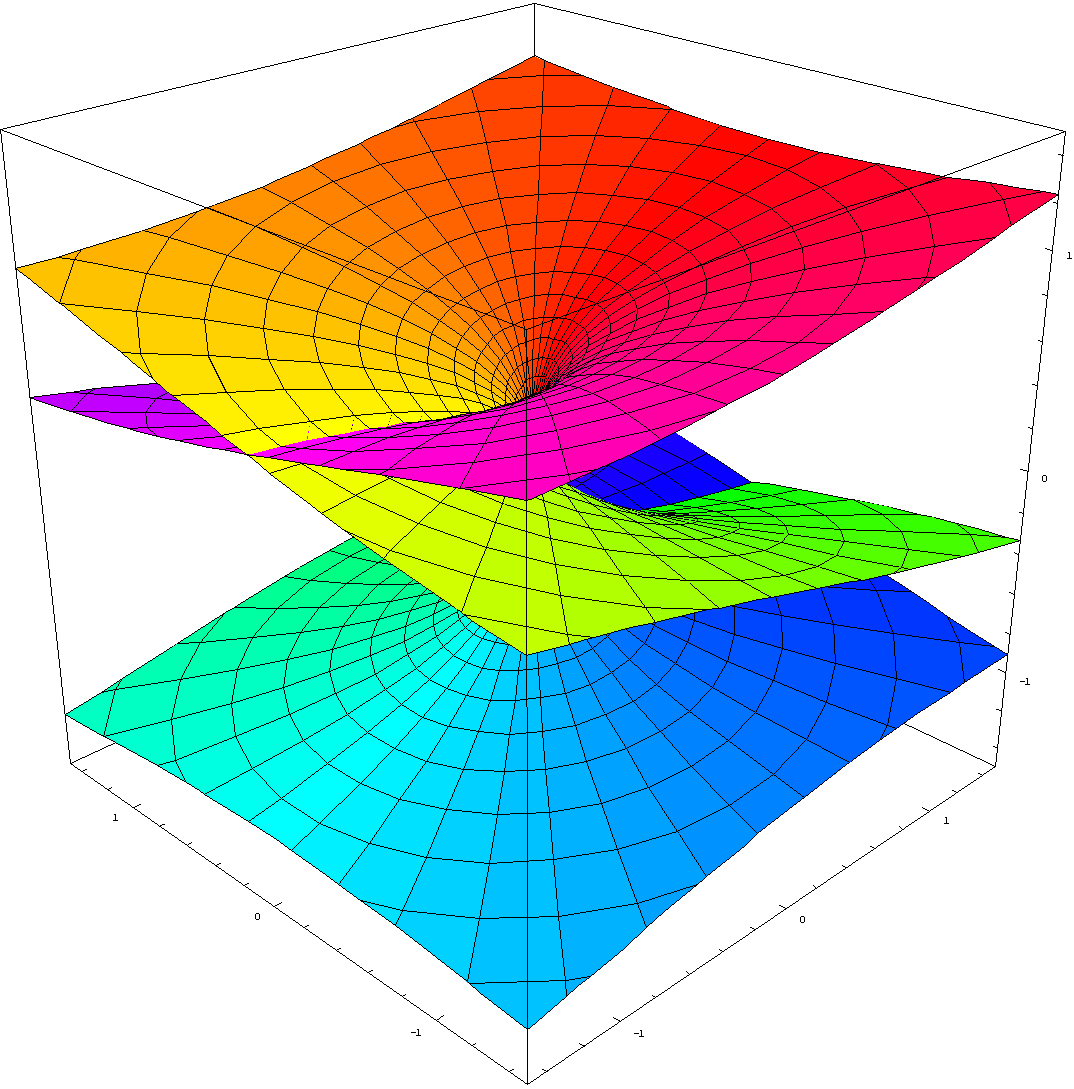
Powierzchnia Riemanna pierwiastka sześciennego z liczby zespolonej

- Każdy homeomorfizm jest lokalnym homeomorfizmem.
- Twierdzenie Poincarégo-Volterry:

Jeśli {\displaystyle Y} jest lokalnie zwartą i lokalnie spójną przestrzenią o bazie przeliczalnej, a {\displaystyle X} jest spójną przestrzenią Hausdorffa oraz {\displaystyle p\colon X\to Y} jest lokalnym homeomorfizmem, to przestrzeń {\displaystyle X} jest także lokalnie zwartą i lokalnie spójną przestrzenią o bazie przeliczalnej.
- Projekcja snopa jest lokalnym homeomorfizmem.
- Nakrycie jest lokalnym homeomorfizmem[3].
- Przekształcenie {\displaystyle \varphi \colon \mathbb {R} \to \mathbb {C} } określone wzorem

{\displaystyle \varphi (x)=e^{ix}}
jest lokalnym homeomorfizmem prostej rzeczywistej na okrąg jednostkowy {\displaystyle |z|=1.} Można je interpretować jako nawijanie prostej na okrąg.
- Dla dowolnej niezerowej liczby naturalnej {\displaystyle n,} przekształcenie

{\displaystyle z\mapsto z^{n}}
jest lokalnym homeomorfizmem {\displaystyle \mathbb {C} \setminus \{0\}\to \mathbb {C} \setminus \{0\}.}
- Rzut powierzchni Riemanna funkcji analitycznej

{\displaystyle w={\sqrt[{3}]{z}}}
na płaszczyznę zespoloną jest homeomorfizmem lokalnym.